# Ostatci brodoloma parobroda Brioni
Ostatci brodoloma putničko-teretnog parobroda Brioni nalaze se u uvali Rukavcu na otoku Visu.

## Opis
Parobrod "Brioni" sagrađen je 1909. kao putničko-trgovačko plovilo. Pripadao je kompaniji Österreichische Lloyd. Tijekom prvog svjetskog rata plovio je u službi austro-ugarske mornarice. Bio je dugačak 69 metara i imao 1111 BRT-a. Olupina u podmorju leži na boku, te je dobro sačuvana.

## Zaštita
Pod oznakom Z-73 zaveden je kao nepokretno kulturno dobro - pojedinačno, pravna statusa zaštićena kulturnog dobra, klasificirano kao "arheološka baština".